# United States Census Bureau

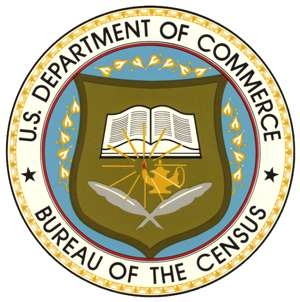
Sigill för United States Census Bureau.

United States Bureau of the Census, även benämnt som United States Census Bureau (förkortning: USCB), är den enhet inom USA:s handelsdepartement som har ansvaret för folkräkningen i USA.
USCB ansvarar bland annat för United States Census, som är en folkräkning som utförs vart tionde år. Förutom folkräkningen samlar USCB också in statistik och information om land, människor och ekonomi.

## Bakgrund
Folkräkningar har ägt rum i USA sedan 1790. Ursprungligen var det USA:s utrikesminister som ansvarade för detta, själva folkräkningsarbetet utfördes lokalt av U.S. Marshals. U.S. Census Bureau bildades 1902 och har fungerat under i grunden samma lagrum sedan 1954. De personuppgifter som samlas in är konfidentiella och skyddas under titlarna 13 och 26 i United States Code.